# Erhard Schulze
Erhard Schulze (* 26. Mai 1947) ist ein ehemaliger deutscher Mittelstreckenläufer.
Über 800 m wurde er 1969 Dritter bei den DDR-Meisterschaften und Achter bei den Leichtathletik-Europameisterschaften in Athen.
Erhard Schulze startete für den ASK Vorwärts Potsdam.

## Persönliche Bestzeiten
- 800 m: 1:46,5 min, 16. Juli 1969, Potsdam
- 1500 m: 3:43,1 min, 6. Juni 1971, Berlin